# 福嶋美里衣
福島 美里衣（ふくしま みりい、2月19日 - ）は日本の女性声優。ダックスプロダクション所属。東京都出身。

## 人物
特技は書道、裁縫。資格は書道毛筆特待生。
代表作は「ヘブンバーンズレッド」などがある。
2024年に「福島美里衣」に改名。
2025年2月5日をもってアズリードカンパニーを退所し、2025年4月1日よりダックスプロダクションに所属となった。

## 出演
太字はメインキャラクター。

### テレビアニメ
- 雨色ココア sideG（2019年）
- プラオレ!〜PRIDE OF ORANGE〜（2021年、山梨アイスホッケークラブ選手）
- BanG Dream! It's MyGO!!!!!（2023年、友達B、カラオケ店員）

### ゲーム
2021年
- カルテットファンタジア（ルペール）
- 星間パイオニア（朱夏）
- 戦策三国志（貂蝉 他）

2022年
- ヘブンバーンズレッド（2022年 - 2024年、大島六宇亜）

2023年
- クイズRPG 魔法使いと黒猫のウィズ（プリムヴェール・ジェルメ〈代役〉）

2024年
- モンスターストライク（シーター）

### その他コンテンツ
- 『「呪いの子」と虐げられた令嬢は氷の伯爵に溺愛される』ボイスコミック（2024年、アウラ・フィーネ、ナレーション[11]）
- 「捨てられた令嬢は、いつの間にかに拾われる」ボイスコミック（2024年、キャロル/ナレーション）
- ヤングジャンプ新人賞「陰キャ、部屋に花、飾ってみた」ボイスコミック（2024年、近藤リカ）